# سينما السلفادور
سينما السلفادور لديها دور يعود تاريخه إلى أوائل القرن العشرين. وبعد ذلك برزت مرحلتين أخريين إحداهما في النصف الثاني من القرن العشرين، والأخرى سينما ما بعد الحرب.

## التاريخ
في أوائل القرن العشرين، كان من غير الممكن وجود دور العرض السينمائي علي النحو القائم اليوم. علي النقيض تم تنفيذ المهام في الهواء الطلق، وتبرز الصور علي الجدران مع الكثير من المساحة كما في الكنائس.وايضا يجب ان تكون المقاعد مشغولة بالجماهير الذين يتأثرون من خلال العروض الحيه المصاحبة بالصوت الصادر من الأدوات الموسيقية مثل الماريمباس، والبيانو، والأوركسترا في بعض الاحيان.
النسور المتحضرة كان أول عمل سنيمائي والذي من خلاله وجدت المعرفة في البلد، حيث تم تصويره كفيلم بحجم صورة 55mm بواسطه فيرجيليو كريسونينو. ويحكي هذا الفيلم قصة حب بين فلاحة وصاحب العمل، وقد تم عرضه في عام 1927. في السنوات الخمسين الأولى من تاريخ سينما السلفادور، كان نوع الأفلام السائد هو الوثائقي وحجم الصورة 35mm. ويرتبط معظم الاإنتاج السينمائي في تلك الفترة باسم ألفريدو ماسي، الذي لديه تاريخ لثمانين عمل، خمسة وعشرين منهم حققت بحجم صوره 35mm،وخمسه وخمسين منهم حققت بحجم صوره16mm.
وقد شارك ماسي في مؤسستين لفن التصوير السينمائي وفيهما تم عمل سلسلة من الأفلام الوثائقية ه لحكام مثل ماكسيميليانو هيرنانديز مارتينيز، أوسكار أوسوريو، وخوسيه ماريا ليموس والتي تخدمهم لغرض الدعاية السياسية. ماسي صور أنتج أول شريط اخباري سينمائي سلفادوري ممول برأس مال خاص: لوروتوني. وهناك وثيقة مهمة وهي تصوير الألعاب الرياضية الثالثة في أمريكا الوسطى ومنطقه البحر الكاريبي عام 1935.وهناك أمثلة أخرى لأعماله مثل الثورة مستمرة،القهوة السلفادورية الجيدة، وسد الخامس من نوفمبر.
في السنوات الأخيرة، تعتبر السينما أو الإنتاج السنيمائي للأفلام الروائية الطويلة منخفض جدا، ومع ذلك لديها القليل من الإنتاج للأفلام الروائية القصيرة. ولقد أنتجوا الأفلام القصيرة مثل سينما الحرية، ولا يستطيع التدخين؛ ومن الأفلام الطويلة جواثابا الباقي علي قيد الحياة. وأيضا المؤسسات الصغيرة أنشأت فيديو مثل ديكاسينا.

## قائمة المراجع
1. ↑  Grégori, Ruth: "Los documentos del cine salvadoreño: la tradición desconocida" Periódico virtual El Faro, El Salvador.[وصلة مكسورة] "نسخة مؤرشفة". مؤرشف من الأصل في 2016-03-04. اطلع عليه بتاريخ 2016-01-31.{{استشهاد ويب}}:  صيانة الاستشهاد: BOT: original URL status unknown (link)

## وصلات خارجية
- Elfaro.net
- Candywraps.net